# مؤسسة إنقاذ الطفل (الأردن)
تقع منظمة إنقاذ الطفولة في الأردن في العاصمة الأردنية عمان وتمثل الفرع الأردني لمنظمة إنقاذ الطفولة البريطانية. تأسست منظمة إنقاذ الطفولة في الأردن عام 1974.

## الادارة
اعتبارًا من مارس 2016، ترأست المنظمة الرئيسة التنفيذية منال الوزني والأميرة بسمة بنت طلال. تعمل منظمة إنقاذ الطفولة في الأردن منذ عام 1985 وانتقلت إلى منظمة إنقاذ الطفولة الدولية في عام 2012.

### مجلس الادارة
- السيد عمر شقم رئيس مجلس الإدارة[5]
- منى هاكوز
- هيثم باطا
- هديل عبد العزيز
- دانيال الشرايحة
- لارا أيوب
- محاسن الجاغوب
- منتصر دوّاس
- خلود محمد السقاف

## البرامج المقدمة
- الصحة المجتمعيّة[6]
- دعم التعليم
- الحماية

- سبل المعيشة

## انظر ايضا
أنقذوا الأطفال

## روابط خارجية
- موقع منظمة انقاذ الاطفال في الاردن